# Berkenye (település)
Berkenye (németül: Birkenheim vagy Berkina, szlovákul: Brekyňa vagy Berkýn) község Nógrád vármegye Rétsági járásában.

## Fekvése
A vármegye délnyugati részén található, a Börzsöny szomszédságában. A közvetlenül határos települések: kelet felől Nőtincs, délkelet felől Szendehely, dél felől Verőce, délnyugat felől Szokolya, északnyugat felől pedig Nógrád.

### Megközelítése
Közúton a 2-es főútról, annak 49. kilométere közelében letérve érhető el: előbb a Nógrád-Diósjenő felé vezető 12 123-as útra kell fordulni, majd arról délnek (balra) kanyarodva, a 12 124-es úton jutunk el a községbe. [Határszélét keleten érinti még a Nőtincs-Ősagárd felé vezető 2114-es út is.]
Vasúton a Vác–Balassagyarmat-vasútvonalon közelíthető meg, melynek egy megállási pontja van itt: Berkenye megállóhely (utóbbit a rövidke 12 317-es számú mellékút szolgálja ki).

## Története
Első ízben 1299-ben említik az oklevelek, puszta földterületként. 1460-ban a váci püspökség birtoka.  A Nógrádi Főesperesség plébániái között Berkenyét 1629-ben említik először. A török hódoltság alatt teljesen elpusztult és még az 1715–1720. évi összeírásokból is hiányzik. Berkenyéről szóló írásokban feljegyezték, hogy 1717-ben a terület akkori birtokos, a váci püspök népesítette be Németországból származó telepesekkel, ezek a telepesek Frankóniából jöttek. Lakóinak nagy része ma is német anyanyelvű. A település német neve: Berkina. 1865 szept. 7-én a község háromnegyed része leégett és két ember életét veszítette. A római katolikus templom 1780 táján épült és benne szép és érdekes oltárkép van elhelyezve. E helységhez tartozik Udvarhely-puszta és a Völgyi-malom.
Házai magukon viselik a német betelepülők stílusát. Az utóbbi évtizedekben Budapestről is többen vásároltak itt házat.
Sokáig közös tanácsú község volt a szomszédos Nógráddal, 1990-ben vált el tőle.

## Közélete

### Polgármesterei
- 1990–1994: Schmidt Józsefné (független)[5]
- 1994–1998: Schmidt Józsefné (független)[6]
- 1998–2002: Schmidt Józsefné (független)[7]
- 2002–2006: Schmidt Józsefné (független)[8]
- 2006–2010: Schmidt Józsefné (független)[9]
- 2010–2014: Schmidt Józsefné (független)[10]
- 2014–2019: Schmidt Józsefné (független)[11]
- 2019–2024: German József (független)[12]
- 2024– : German József (független)[1]

## Népesség
A település népességének változása:
| Lakosok száma | 603  | 572  | 583  | 658  | 614  | 602  | 775  | 731  | 736  | 774  |
|               | 1980 | 1990 | 2001 | 2011 | 2013 | 2015 | 2021 | 2022 | 2023 | 2024 |

2001-ben a település lakosságának 60%-a magyar, 40%-a német nemzetiségűnek vallotta magát.
A 2011-es népszámlálás során a lakosok 96%-a magyarnak, 0,3% cigánynak, 0,2% horvátnak, 0,2% lengyelnek, 22,5% németnek, 0,2% románnak mondta magát (4% nem nyilatkozott; a kettős identitások miatt a végösszeg nagyobb lehet 100%-nál). A vallási megoszlás a következő volt: római katolikus 71%, református 3,6%, evangélikus 1,7%, görögkatolikus 0,5%, izraelita 0,2%, felekezeten kívüli 10,3% (10,6% nem nyilatkozott).
2022-ben a lakosság 91%-a vallotta magát magyarnak, 22,6% németnek, 0,3% szlováknak, 0,3% görögnek, 2,9% egyéb, nem hazai nemzetiségűnek (8,8% nem nyilatkozott; a kettős identitások miatt a végösszeg nagyobb lehet 100%-nál). Vallásuk szerint 49,9% volt római katolikus, 3,6% református, 2,1% evangélikus, 0,7% görög katolikus, 2,2% egyéb keresztény, 0,4% egyéb katolikus, 10,4% felekezeten kívüli (30,8% nem válaszolt).

## Gazdaság
A község azon a vidéken fekszik, ahol hagyományosan fontos a málna (és egyéb gyümölcsök) termelése. Berkenyén 1996 óta magas minőségű biogyümölcstermeléssel is foglalkoznak és több európai országba exportálnak gyümölcsöt.
1992-ben a berkenyei málnatermelők szövetkezetet hoztak létre, 1994-ben 62 millió forint beruházással, állami támogatással hűtőházat építettek a volt baromfitelep helyén, ami biztonságosabbá tette a málnaüzletet, hiszen a feldolgozás is a termelők kezébe került. A hűtőház kezdetben 16, 2006-ra 47 berkenyei lakosnak adott munkát. A hűtőházat 1998-ban és 2005-ben is bővítették, gyümölcsfeldolgozó kapacitása 800 tonna fölé nőtt. A feldolgozott gyümölcs legnagyobb része málna, a többi szeder, ribizli, kajszibarack és szilva.
Ukrajna, Románia és Bulgária olcsó munkaereje miatt a málna termelői ára 1998 óta, és ennek következtében a magyar termelés is jelentősen csökkent az elmúlt években; és a viszonylag kis területen dolgozó málnatermelők pedig kimaradnak a hazai földalapú és egyéb támogatásokból.

## Oktatás

### Óvoda, bölcsőde
2021-ben a berkenyei Wunderland Óvoda és Bölcsőde épületét 30 millió forintnyi belügyminisztériumi támogatásból korszerűsítették, amihez a berkenyei önkormányzat 25%-s önerőt biztosított. A 12 férőhelyes minibölcsődét csatlakoztatták az ingatlanhoz. A fejlesztést 2021. szeptember 23-án adta át Balla Mihály országgyűlési képviselő és Rétvári Bence, az Emberi Erőforrások Minisztériumának parlamenti államtitkára.

## Látnivalók

### Római katolikus templom
A 18. század elején a községnek fatemploma volt. A ma is álló templomot 1777-ben Migazzi Kristóf váci püspök rendeletére építették. Szerkezete: egyhajós, homlokzati toronnyal, szentélye kosárívvel záródó. Főhomlokzatán Migazzi címere látható.

### Falumúzeum
Berkenyén egy, előzőleg az Engesdorf család tulajdonában lévő, faluházban megismerhetjük a hajdani svábok életviszonyait, kultúráját.